# Região Geoadministrativa de Itabaiana
A Região Geoadministrativa de Itabaiana é uma região geoadministrativa brasileira localizada no estado da Paraíba. É formada por 15 municípios.
Seu gerente regional é André Marcos Neves de Melo.

## Municípios
- Caldas Brandão
- Gurinhém
- Ingá
- Itabaiana
- Itatuba
- Juarez Távora
- Juripiranga
- Mogeiro
- Pedras de Fogo
- Pilar
- Riachão do Bacamarte
- Salgado de São Félix
- São José dos Ramos
- São Miguel de Taipu
- Serra Redonda